# Haltérophilie aux Jeux olympiques d'été de 1948
Navigation
Berlin 1936 Helsinki 1952
Les épreuves d'haltérophilie lors des Jeux olympiques d'été de 1948 ont eu lieu du 9 au 11 août 1948 à Londres au Royaume-Uni. Les compétitions rassemblent 120 athlètes, issus de 30 fédérations affiliées au Comité international olympique. Les épreuves se déroulent toutes au sein du Earls Court Exhibition Centre. Six finales figurent au programme de cette compétition, toutes masculines, soit une de plus que lors de la précédente édition des Jeux à Berlin en raison de l'ajout de la catégorie des poids coqs.
Les États-Unis occupent la première place du classement par nations avec 8 médailles remportées (dont 4 en or), devant l'Égypte (3 dont 2 en or) et la Grande-Bretagne (2 mais aucune en or).
Cinq records du monde sont améliorés durant ces trois jours de compétitions.

### Site des compétitions

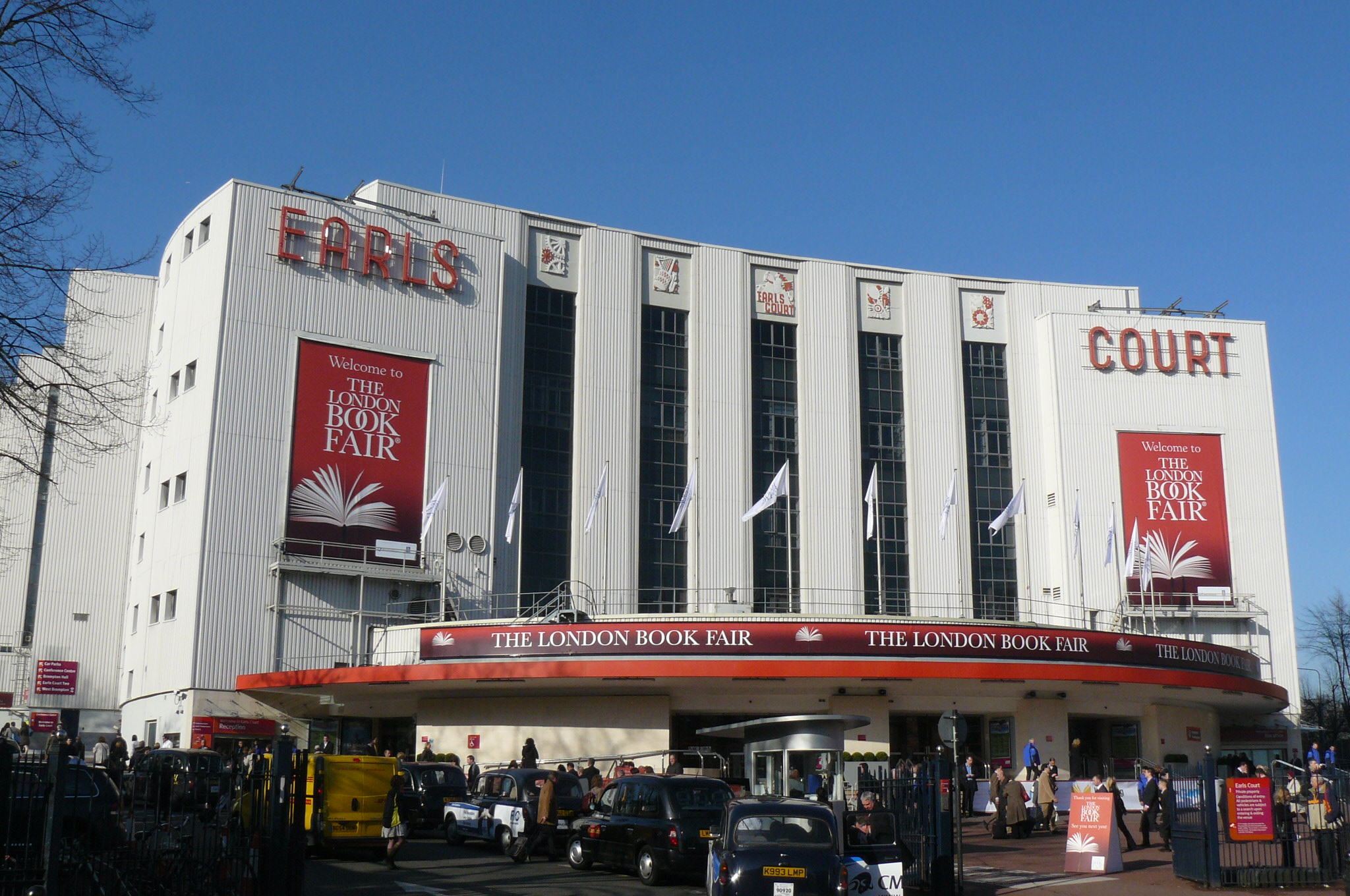
Le Earls Court Exhibition Centre en 2008.

## Participation

### Participants
Le nombre indiqué entre parenthèses est le nombre d'athlètes engagés par chaque nation.
| - Afrique du Sud (2) - Argentine (8) - Australie (2) - Autriche (6) - Belgique (3) - Birmanie (1) - Canada (5) - Corée du Sud (8) - Cuba (3) - Danemark (4) |  | - Égypte (8) - États-Unis (12) - Finlande (4) - France (9) - Grande-Bretagne (10) - Guyane britannique (2) - Hongrie (3) - Inde (2) - Iran (5) - Italie (1) |  | - Jamaïque (2) - Mexique (3) - Nouvelle-Zélande (1) - Pakistan (2) - Pays-Bas (2) - Pérou (3) - Philippines (1) - Suède (4) - Suisse (3) - Trinité-et-Tobago (1) |

## Résultats
| Épreuves                         | Or                     | Argent                   | Bronze                |
| -------------------------------- | ---------------------- | ------------------------ | --------------------- |
| Hommes                           |                        |                          |                       |
| Poids coqs Moins de 56 kg        | Joseph DePietro (USA)  | Julian Creus (GBR)       | Richard Tom (USA)     |
| Poids plumes Moins de 60 kg      | Mahmoud Fayad (EGY)    | Rodney Wilkes (TRI)      | Jafar Salmasi (IRN)   |
| Poids légers Moins de 67,5 kg    | Ibrahim Shams (EGY)    | Attia Hamouda (EGY)      | James Halliday (GBR)  |
| Poids moyens Moins de 75 kg      | Frank Spellman (USA)   | Peter George (USA)       | Kim Seong-jip (KOR)   |
| Poids mi-lourds Moins de 82,5 kg | Stanley Stanczyk (USA) | Harold Sakata (USA)      | Gösta Magnusson (SWE) |
| Poids lourds Plus de 82,5 kg     | John Davis (USA)       | Norbert Schemansky (USA) | Abraham Charité (NED) |

## Tableau des médailles
| Rang  | Nation            | Or | Argent | Bronze | Total |
| ----- | ----------------- | -- | ------ | ------ | ----- |
| 1     | États-Unis        | 4  | 3      | 1      | 8     |
| 2     | Égypte            | 2  | 1      | 0      | 3     |
| 3     | Grande-Bretagne   | 0  | 1      | 1      | 2     |
| 4     | Trinité-et-Tobago | 0  | 1      | 0      | 1     |
| 5     | Corée du Sud      | 0  | 0      | 1      | 1     |
| 5     | Iran              | 0  | 0      | 1      | 1     |
| 5     | Pays-Bas          | 0  | 0      | 1      | 1     |
| 5     | Suède             | 0  | 0      | 1      | 1     |
| Total | Total             | 6  | 6      | 6      | 18    |

## Records

### Records du monde
| Date         | Épreuve          | Athlète(s)      | Performance          |
| ------------ | ---------------- | --------------- | -------------------- |
| 9 août 1948  | Moins de 56 kg   | Joseph DePietro | 307,5 kg Total       |
| 9 août 1948  | Moins de 60 kg   | Mahmoud Fayad   | 105 kg Arraché       |
| 9 août 1948  | Moins de 60 kg   | Mahmoud Fayad   | 135 kg Épaulé-jeté   |
| 9 août 1948  | Moins de 60 kg   | Jafar Salmasi   | 100 kg Développé     |
| 11 août 1948 | Moins de 82,5 kg | John Davis      | 177,5 kg Épaulé-jeté |